# وادي الصفاء
وادي الصفاء هي جماعة قروية في إقليم اشتوكة أيت باها، بجهة سوس ماسة، في المغرب. وهي تضم 547 56 نسمة، حسب الإحصاء العام للسكان والسكنى لسنة 2014.

## دواوير الجماعة
- دوار أيت واكمار
- دوار أدوز أوسعود
- دوار أيت مولود
- دوار الخربة
- دوار أيت حمو
- دوار أوبلقاسم
- دوار السهب
- دوار إمزيلن
- دوار أيت بلا
- دوار إكرار
- دوار أزدو
- دوار تومشغال
- دوار أمهايش
- دوار إزكريتن
- دوار أيت أوماليا

## التعليم
قائمة المؤسسات التعليمية في وادي الصفاء:
- مجموعة مدارس أدوز أوسعود (المركزية: دوار أدوز أوسعود / الوحدات: دوار أيت مولود - دوار العرب)
- مجموعة مدارس سيدي علي أوزال (المركزية: دوار الخربة / الوحدات: دوار أيت حمو - دوار أيت أوماليا - دوار أزدو )
- مجموعة مدارس الخضراء (المركزية: دوار تلبرجت إداومحند / الوحدات: دوار تلحاج علي - دوار إكرار - دوار أزمل - دوار أيت بلا)
- مجموعة مدارس أيت أوبلقاسم (المركزية: دوار أيت أوبلقاسم - الوحدات: دوار تومشغال - دوار أيت والياض)

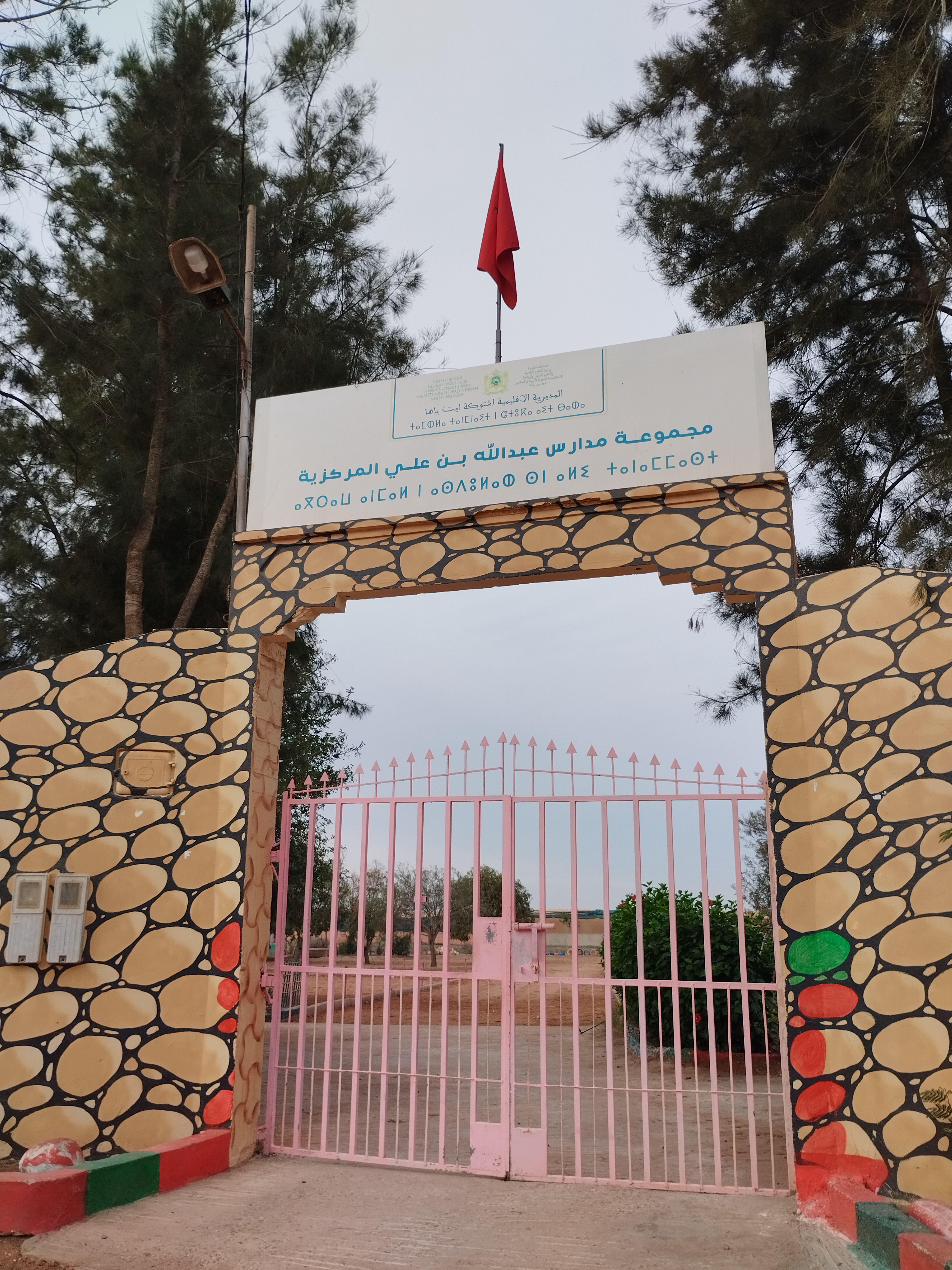
مجموعة مدارس عبد الله بن علي بجماعة وادي الصفا

- مجموعة مدارس عبد الله بن علي بجماعة وادي الصفامجموعة مدارس عبد الله بن علي (المركزية: دوار إغرايسن / الوحدات: دوار توالرهيم - دوار الدرب الجديد بوعلاكة)
- مجموعة مدارس خير الدين (المركزية: دوار أزوكار / الوحدات: دوار تين همو - دوار تلفهارت - دوار أكرور أوشن - دوار تين القايد علي)
- مجموعة مدارس إمزيلن (المركزية: دوار إمزيلن إداومحند - الوحدات: دوار السهب - دوار تملالين)
- مدرسة عبد الله بن ياسين (دوار أوشن)
- مدرسة الرعاية (دوار تين خزاز)
- مدرسة أيت واكمار (دوار أيت واكمار)
- ثانوية الفضيلة (دوار أدوز سعود)
- ثانوية الحرية (دوار تادوارت)

## الصحة
مركز قروي الصفا بدوار الخربة
مستوصف قروي بدوار إمزيلن
مستوصف قروي بدوار أيت أوبلقاسم

## النقل والطرق
تقوم شركة ألزا بتشغيل الخط رقم 40، والذي يربط بين المحطة الطرقية لإنزكان ومدينة بيوكرى، ويمر عبر مدينة القليعة ومجموعة من الدواوير التابعة لجماعة وادي الصفاء.